# خلیل‌کلا (بابل)
خلیل‌کلا، روستایی است از توابع بخش لاله‌آباد شهرستان بابل که  در استان مازندران ایران واقع شده است.

## جمعیت
این روستا در دهستان کاری‌پی قرار گرفته است و براساس سرشماری رسمی مرکز آمار ایران در سال ۱۳۸۵، جمعیت آن ۵۵۹ نفر (۱۵۴خانوار) بوده‌ است.